# اچ‌ام‌سی‌اس ونکوور (اف۶ای)
اچ‌ام‌سی‌اس ونکوور (اف۶ای) (به انگلیسی: HMCS Vancouver (F6A)) یک کشتی بود که طول آن ۲۷۶ فوت (۸۴ متر) بود. این کشتی در سال ۱۹۱۸ ساخته شد.